# Goniapteryx servia
Goniapteryx servia är en fjärilsart som beskrevs av Stoll 1780. Goniapteryx servia ingår i släktet Goniapteryx och familjen nattflyn. Inga underarter finns listade i Catalogue of Life.

## Bildgalleri

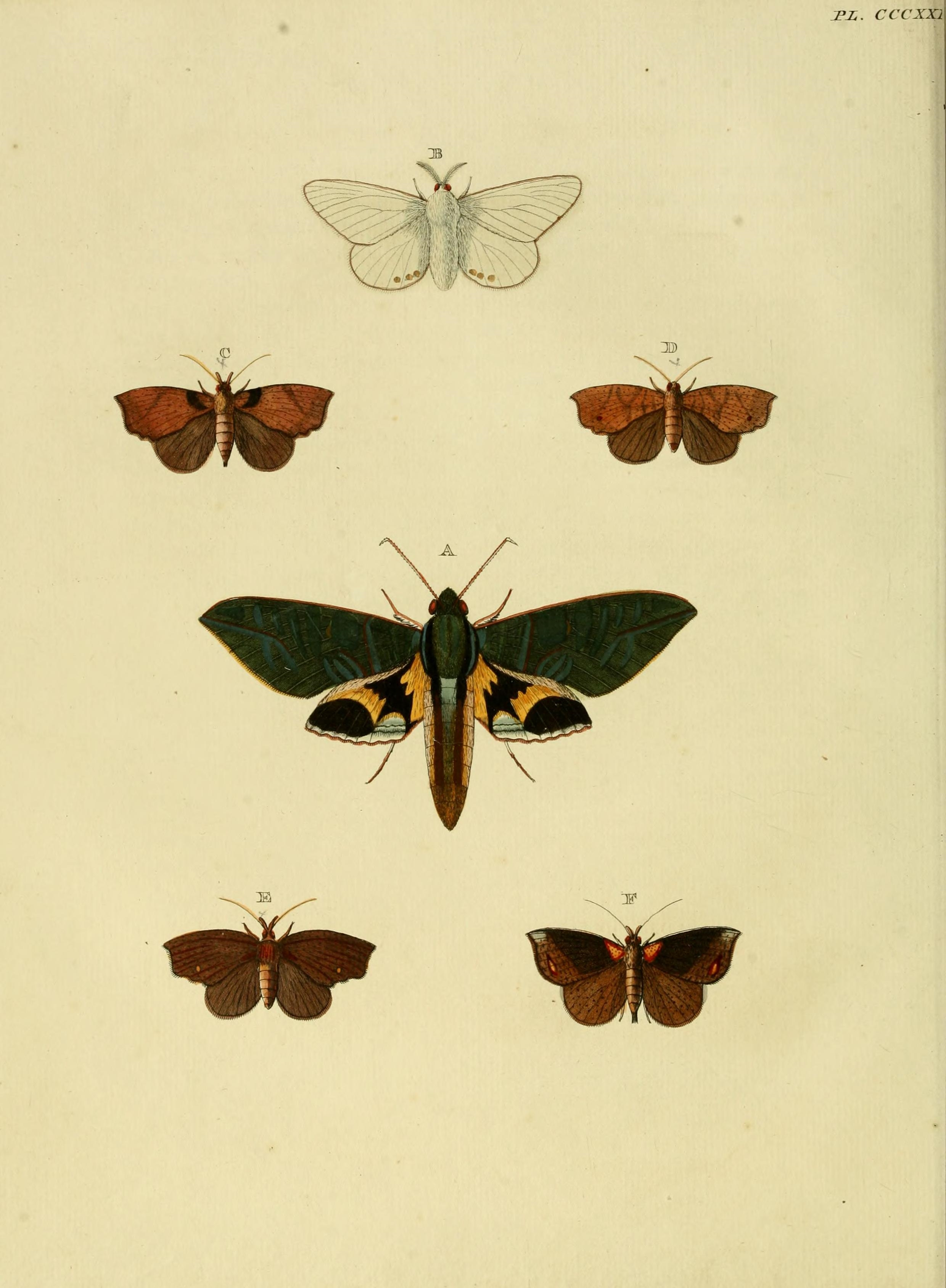